# اسپات: بازی ویدئویی
«اسپات» (انگلیسی: Spot: The Video Game) یک بازی ویدئویی در سبک abstract strategy game است که توسط و در سال ۱۹۹۰ و در پلت‌فرم داس منتشر شده‌است.